# Polydora pacifica
Polydora pacifica är en ringmaskart som beskrevs av Takahashi 1937. Polydora pacifica ingår i släktet Polydora och familjen Spionidae. Inga underarter finns listade i Catalogue of Life.